# Верлд Голф Вилиџ (Флорида)
Верлд Голф Вилиџ (енгл. World Golf Village) насељено је место без административног статуса у америчкој савезној држави Флорида.

## Демографија
По попису из 2010. године број становника је 12.310.
| Група             | 2000.    | 2010.          |
| Белци             | 0 (0,0%) | 10.261 (83,4%) |
| Афроамериканци    | 0 (0,0%) | 495 (4,0%)     |
| Азијати           | 0 (0,0%) | 417 (3,4%)     |
| Хиспаноамериканци | 0 (0,0%) | 936 (7,6%)     |
| Укупно            | 0        | 12.310         |